# 勝沼ぶどう郷駅
勝沼ぶどう郷駅（かつぬまぶどうきょうえき）は、山梨県甲州市勝沼町菱山にある、東日本旅客鉄道（JR東日本）中央本線の駅である。駅番号はCO 36。

## 歴史
当駅はすでにこの地域に開通していた中央本線上に新しく設置された駅である。まず1913年（大正2年）に大日影信号場が設置され、それが駅に昇格する形で同年4月8日に「勝沼駅」として開業した。
当時は勾配上にホームを設けるのを避け、通過可能なスイッチバック駅であったが、1968年（昭和43年）にスイッチバックは廃止された。
1993年（平成5年）に現在の「勝沼ぶどう郷駅」へ改称された。その後、JR東日本には、さくらんぼ東根駅、井川さくら駅など地名と名物を組み合わせた駅名が多く登場するが、当駅はその先駆けとなった。

### 年表
- 1913年（大正2年）
  - 4月1日：鉄道院の大日影信号場として設置[5]。
  - 4月8日：駅に昇格し、勝沼駅として開業[5]。旅客および貨物の取り扱いを開始。
- 1960年（昭和35年）6月11日：貨物の取り扱いを廃止[5]。
- 1968年（昭和43年）8月30日：複線化に伴い、スイッチバック運転を解消[5]。
- 1970年（昭和45年）10月1日：荷物の扱いを廃止[6]。業務委託駅となる[7]。
- 1980年（昭和55年）10月：現駅舎の使用を開始[5][1]。
- 1987年（昭和62年）4月1日：国鉄分割民営化により、東日本旅客鉄道（JR東日本）の駅となる[5]。
- 1993年（平成5年）4月1日：勝沼ぶどう郷駅に改称[1]。
- 1998年（平成10年）10月14日：「関東の駅百選」に選定される[5]。選定理由は「四季折々の季節の中で勝沼の町のシンボルとなるぶどうの丘を望む駅」。
- 2004年（平成16年）10月16日：ICカード「Suica」の利用が可能となる[8]。東京近郊区間に編入される[8]。
- 2015年（平成27年）3月24日：指定席券売機を設置。

## 駅構造
島式ホーム1面2線を有する地上駅である。のりばは駅舎側から1番線、2番線の順である。この地域に中央本線が開通した後に開設された駅であり、開業当初はホームなどを急勾配にしないため、スイッチバック駅であった。スイッチバック駅といっても通過が可能な構造で、当駅に停車する列車のみ駅の甲府寄りで本線から分岐した線路を進み、当駅に入っていた。
スイッチバックが廃止されたのは1968年（昭和43年）8月30日のことである。この時から当駅のホームは25‰の勾配がある本線上に設けられているが、スイッチバック時代の遺構が残っており、公園として整備されている。日本国有鉄道（国鉄）形式の駅名標「勝沼」を復刻した旧ホームなどの整備が行われており、復刻のため駅名標の隣駅は「甲斐大和」ではなく「初鹿野」になっている。
ホームは駅舎より高い位置にあり、駅舎の2階から階段と小さな橋でホームの脇に業務用の通路が延びている。駅前には約600本のサクラが植えられている甚六桜公園があり、毎年4月ごろに見頃を迎えるが、線路が駅舎や駅前広場より高い位置を通っているため、通過する列車の内部からもこの様子を見ることができる。
駅舎は1980年（昭和55年）に供用を開始したもので、2階建てである。駅舎内部にはコンコース、駅事務室、独立した待合所のほか、市の観光案内所をかねたコーヒー店と市営のワインショップが併設されており、特産の甲州ワインの販売がある。
塩山駅が管理する業務委託駅（JR東日本ステーションサービス委託）で、みどりの窓口は設置されていないが、日中は改札口に係員がいる。かつては窓口が設置されていたが、2015年（平成27年）3月24日をもって撤去され、指定席券売機に置き換えられた。これにより、当駅での指定席や割引きっぷの購入、えきねっとの受取が可能になった。このほか、簡易Suica改札機が設置されている。

### 特急列車の停車について
特急列車は原則として当駅には停車しないが、主に3 - 11月の観光シーズンにおいて、特急「あずさ」・「かいじ」の一部列車が停車する。

### のりば
| 番線 | 路線     | 方向 | 行先                   |
| ---- | -------- | ---- | ---------------------- |
| 1    | 中央本線 | 下り | 甲府・上諏訪・松本方面 |
| 2    | 中央本線 | 上り | 大月・八王子・新宿方面 |

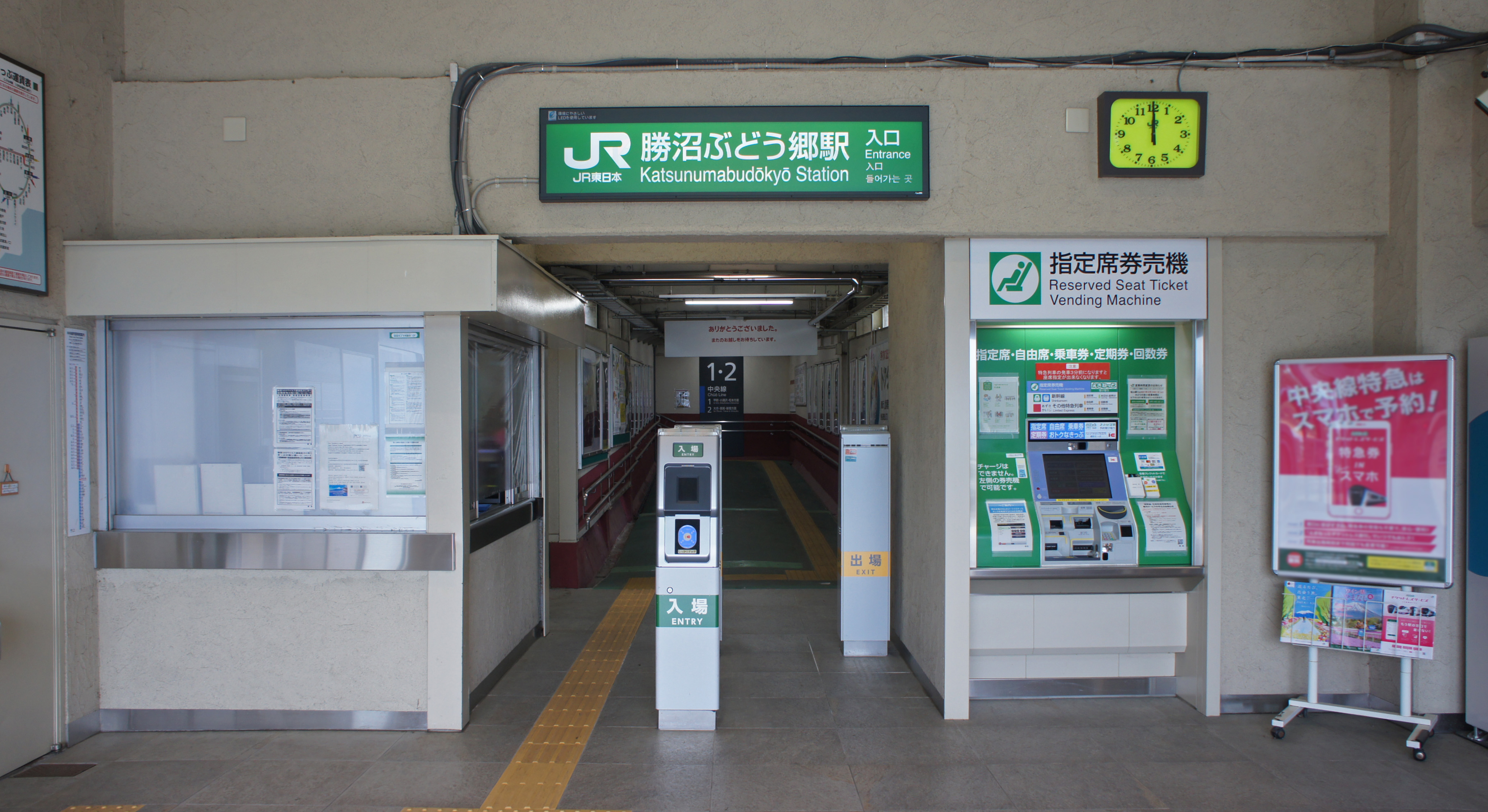
改札口（2021年5月）
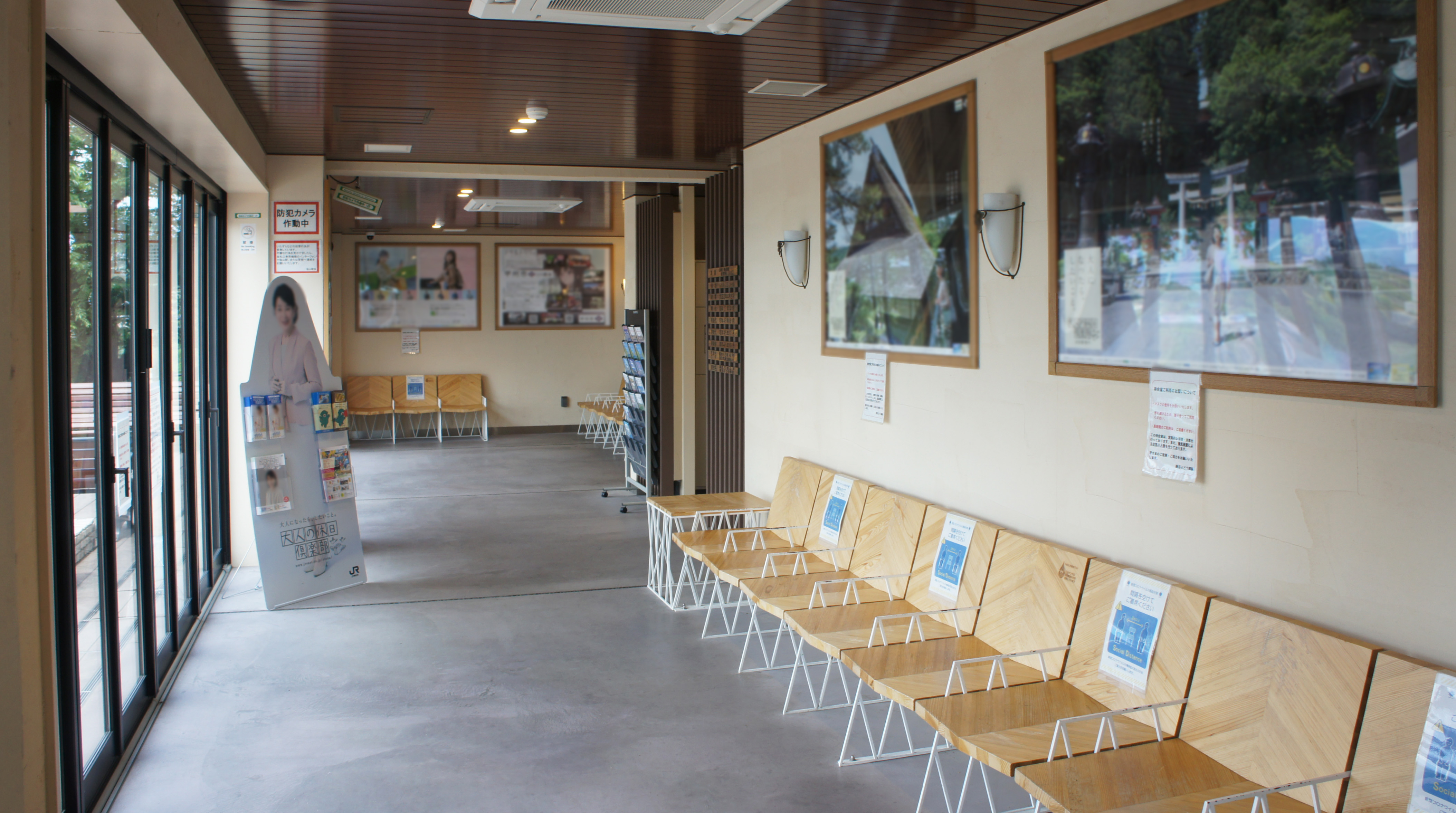
待合室（2021年5月）
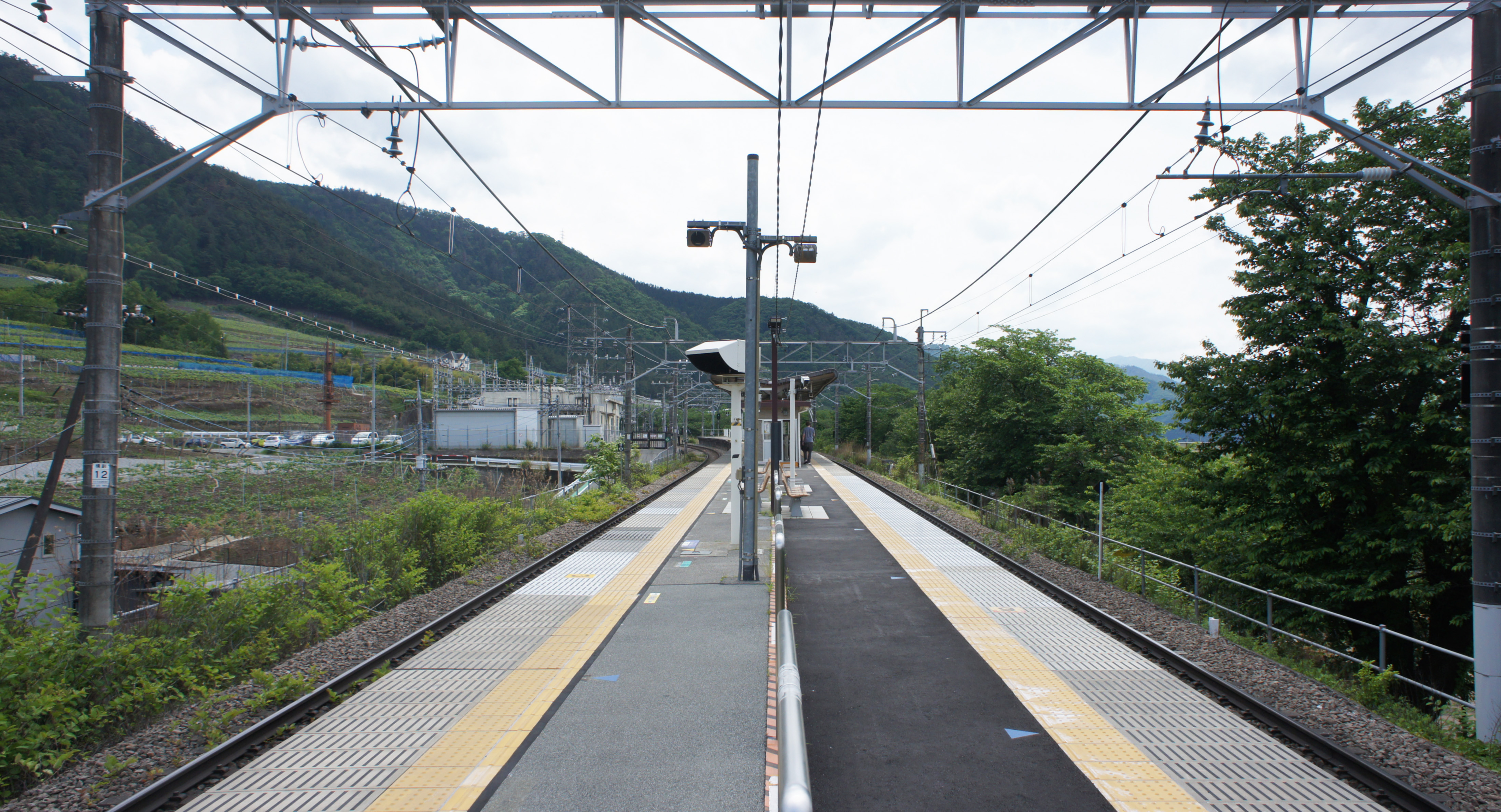
ホーム（2021年5月）

## 利用状況
JR東日本によると、2023年度（令和5年度）の1日平均乗車人員は308人である。
2000年度（平成12年度）以降の推移は以下のとおりである。
| 1日平均乗車人員推移 | 1日平均乗車人員推移 | 1日平均乗車人員推移 | 1日平均乗車人員推移 | 1日平均乗車人員推移 |
| 年度                | 定期外              | 定期                | 合計                | 出典                |
| ------------------- | ------------------- | ------------------- | ------------------- | ------------------- |
| 2000年（平成12年）  |                     |                     | 404                 | [ 利用客数 2 ]      |
| 2001年（平成13年）  |                     |                     | 424                 | [ 利用客数 3 ]      |
| 2002年（平成14年）  |                     |                     | 425                 | [ 利用客数 4 ]      |
| 2003年（平成15年）  |                     |                     | 417                 | [ 利用客数 5 ]      |
| 2004年（平成16年）  |                     |                     | 421                 | [ 利用客数 6 ]      |
| 2005年（平成17年）  |                     |                     | 429                 | [ 利用客数 7 ]      |
| 2006年（平成18年）  |                     |                     | 401                 | [ 利用客数 8 ]      |
| 2007年（平成19年）  |                     |                     | 377                 | [ 利用客数 9 ]      |
| 2008年（平成20年）  |                     |                     | 432                 | [ 利用客数 10 ]     |
| 2009年（平成21年）  |                     |                     | 430                 | [ 利用客数 11 ]     |
| 2010年（平成22年）  |                     |                     | 427                 | [ 利用客数 12 ]     |
| 2011年（平成23年）  |                     |                     | 420                 | [ 利用客数 13 ]     |
| 2012年（平成24年）  | 281                 | 190                 | 471                 | [ 利用客数 14 ]     |
| 2013年（平成25年）  | 280                 | 198                 | 479                 | [ 利用客数 15 ]     |
| 2014年（平成26年）  | 305                 | 179                 | 485                 | [ 利用客数 16 ]     |
| 2015年（平成27年）  | 301                 | 178                 | 479                 | [ 利用客数 17 ]     |
| 2016年（平成28年）  | 274                 | 177                 | 451                 | [ 利用客数 18 ]     |
| 2017年（平成29年）  | 278                 | 171                 | 450                 | [ 利用客数 19 ]     |
| 2018年（平成30年）  | 278                 | 165                 | 443                 | [ 利用客数 20 ]     |
| 2019年（令和元年）  | 245                 | 153                 | 398                 | [ 利用客数 21 ]     |
| 2020年（令和02年）  | 113                 | 115                 | 229                 | [ 利用客数 22 ]     |
| 2021年（令和03年）  | 127                 | 134                 | 261                 | [ 利用客数 23 ]     |
| 2022年（令和04年）  | 169                 | 135                 | 304                 | [ 利用客数 24 ]     |
| 2023年（令和05年）  | 181                 | 127                 | 308                 | [ 利用客数 1 ]      |

## 駅周辺

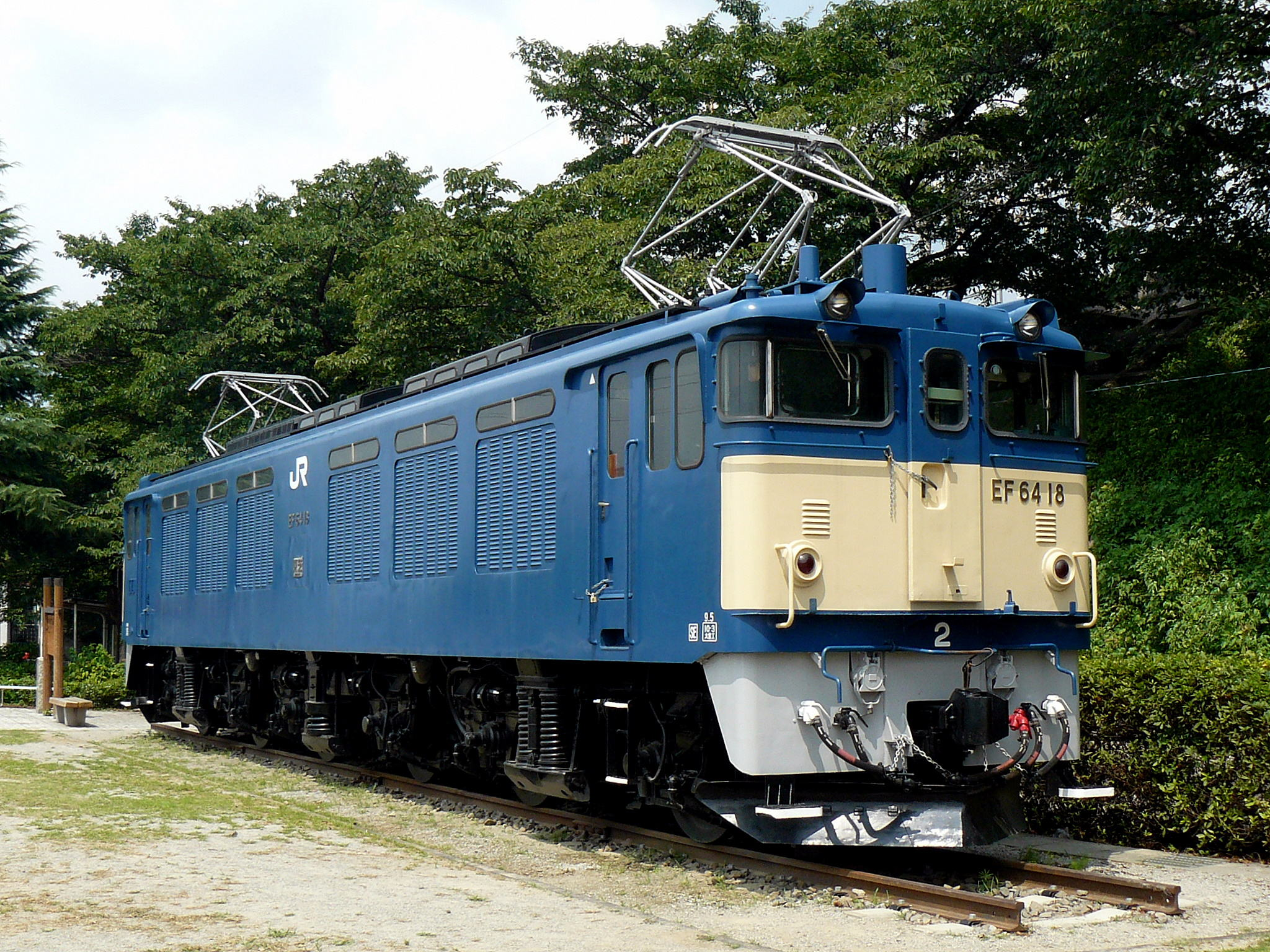
静態保存中のEF64形18号機

この駅は勝沼を名乗ってはいるが、勝沼の中心部からみて東側の笹子峠を下り、甲府盆地に入る位置にある。これは笹子峠と甲府盆地との標高差を距離で稼ぐため、盆地の縁に沿って迂回する路線形状を取らざるを得ないことによる。駅を出ると駅前広場の先が崖状になっていて、勝沼の町や甲府盆地、晴れた日には南アルプスも一望できる。駅前からは勝沼市街へ通じる急な坂が左右に降りている。
この駅の所在地は甲州市勝沼町菱山で、開設当初には当時の菱山村がこの駅を菱山駅とするよう求めたというエピソードもあるが、この駅は勝沼のぶどうを多く出荷することとなっていたので結局勝沼となった。
駅の周りから駅の南4キロメートルほどのところまでが当駅の駅名ともなった勝沼ぶどう郷である。勝沼の中心部までは直線距離でも1.5キロメートルほどの距離がある。
駅近くの鉄道遺産記念公園（改札口を出て左方向に100メートル弱）には国鉄EF64形電気機関車の18号機（東芝製）が静態保存されている。もとは、廃車後に塩尻機関区篠ノ井派出構内で留置されていたが、甲州市が日本貨物鉄道（JR貨物）より譲り受け、国道18号・国道141号・国道20号を経由して陸送された。なお、展示にあたっては塗色をし直すなどの整備がなされている（当機は国鉄、JR貨物時代とも国鉄色）。
- トンネルワインカーヴ[5] - 1903年（明治36年）に建設された旧深沢トンネルを、鉄道文化の遺産としても貴重な煉瓦積みの姿のまま、勝沼産ワインの熟成用施設として利用している。
- 大日影トンネル遊歩道[5] - 当駅とトンネルワインカーヴの間にある旧大日影トンネルは、2007年（平成19年）に遊歩道として整備された。全長1376メートルのトンネル内には、レンガの壁や線路、鉄道標識などが当時のまま残されている。
- 甲州市役所勝沼庁舎（旧・勝沼町役場）
- 菱山簡易郵便局
- 甲州市勝沼ぶどうの丘[3]
- 大善寺
- 国道411号（青梅街道）
- 国道20号（甲州街道）

## バス路線
甲州市市民バス、富士急バスの路線が発着する。
- 甲州市市民バス
  - ぶどうコース・ワインコース：健康福祉センター／塩山市民病院／塩山駅南口
- 富士急バス
  - 勝沼周遊バス左回り・勝沼周遊バス右回り：勝沼ぶどう郷駅 ※季節運行

## 登場作品
テレビアニメ『アサルトリリィ BOUQUET』の第5話「ヒスイカズラ」にて当駅が登場。これに関連し本作品と甲州市観光協会のタイアップで2021年（令和3年）1月 - 9月まで改札外北口にてフィギュアやサイン色紙の展示を実施していた。

## 隣の駅
東日本旅客鉄道（JR東日本）
- 前述の通り、主に3 - 11月の観光シーズンにおいて、特急「かいじ」の一部列車が停車する。

 中央本線
甲斐大和駅 (CO 35) - 勝沼ぶどう郷駅 (CO 36) - 塩山駅 (CO 37)

### 記事本文
1. 1 2 3 4 5  「駅すてーしょん 勝沼ぶどう郷駅（中央本線）」『交通新聞』交通新聞社、1993年8月2日、2面。
2. 1 2  『中央本線 初狩～小淵沢駅間へ「駅ナンバリング」を拡大しました』（PDF）（プレスリリース）東日本旅客鉄道八王子支社、2020年3月23日。オリジナルの2020年3月23日時点におけるアーカイブ。2020年3月23日閲覧。
3. 1 2 3 4 5 6 7  『JR全駅・全車両基地』 20頁
4. 1 2  事業エリアマップ - JR東日本ステーションサービス.2021年9月14日閲覧
5. 1 2 3 4 5 6 7 8 9 10 11  『JR全駅・全車両基地』 11頁
6. ↑  石野哲 編『停車場変遷大事典 国鉄・JR編 Ⅱ』（初版）JTB、1998年10月1日、181頁。ISBN 978-4-533-02980-6。
7. ↑  「廃止3、無人化10駅」『交通新聞』交通協力会、1970年3月1日、1面。
8. 1 2  『首都圏でSuicaをご利用いただけるエリアが広がります』（PDF）（プレスリリース）東日本旅客鉄道、2004年8月23日。オリジナルの2019年7月9日時点におけるアーカイブ。2020年3月25日閲覧。
9. ↑  駅の時刻表 勝沼ぶどう郷駅
10. 1 2  “JR東日本：駅構内図・バリアフリー情報（勝沼ぶどう郷駅）”.   東日本旅客鉄道. 2025年6月10日閲覧。
11. ↑  “テレビアニメ「アサルトリリィBOUQUET（ブーケ）」の展示を行ってます！”.   甲州市観光協会 (2021年1月26日). 2021年1月26日閲覧。
12. ↑  “アニメ『アサルトリリィBOUQUET（ブーケ）』が甲州市とタイアップ！聖地巡礼ガイド動画公開”. ガジェット通信. (2021年1月29日) 2021年1月29日閲覧。

### 利用状況
1. 1 2  “各駅の乗車人員（2023年度）”.   東日本旅客鉄道. 2024年7月20日閲覧。
2. ↑  “各駅の乗車人員（2000年度）”.   東日本旅客鉄道. 2019年4月21日閲覧。
3. ↑  “各駅の乗車人員（2001年度）”.   東日本旅客鉄道. 2019年4月21日閲覧。
4. ↑  “各駅の乗車人員（2002年度）”.   東日本旅客鉄道. 2019年4月21日閲覧。
5. ↑  “各駅の乗車人員（2003年度）”.   東日本旅客鉄道. 2019年4月21日閲覧。
6. ↑  “各駅の乗車人員（2004年度）”.   東日本旅客鉄道. 2019年4月21日閲覧。
7. ↑  “各駅の乗車人員（2005年度）”.   東日本旅客鉄道. 2019年4月21日閲覧。
8. ↑  “各駅の乗車人員（2006年度）”.   東日本旅客鉄道. 2019年4月21日閲覧。
9. ↑  “各駅の乗車人員（2007年度）”.   東日本旅客鉄道. 2019年4月21日閲覧。
10. ↑  “各駅の乗車人員（2008年度）”.   東日本旅客鉄道. 2019年4月21日閲覧。
11. ↑  “各駅の乗車人員（2009年度）”.   東日本旅客鉄道. 2019年4月21日閲覧。
12. ↑  “各駅の乗車人員（2010年度）”.   東日本旅客鉄道. 2019年4月21日閲覧。
13. ↑  “各駅の乗車人員（2011年度）”.   東日本旅客鉄道. 2019年4月21日閲覧。
14. ↑  “各駅の乗車人員（2012年度）”.   東日本旅客鉄道. 2019年4月21日閲覧。
15. ↑  “各駅の乗車人員（2013年度）”.   東日本旅客鉄道. 2019年4月21日閲覧。
16. ↑  “各駅の乗車人員（2014年度）”.   東日本旅客鉄道. 2019年4月21日閲覧。
17. ↑  “各駅の乗車人員（2015年度）”.   東日本旅客鉄道. 2019年4月21日閲覧。
18. ↑  “各駅の乗車人員（2016年度）”.   東日本旅客鉄道. 2019年4月21日閲覧。
19. ↑  “各駅の乗車人員（2017年度）”.   東日本旅客鉄道. 2019年4月21日閲覧。
20. ↑  “各駅の乗車人員（2018年度）”.   東日本旅客鉄道. 2019年7月10日閲覧。
21. ↑  “各駅の乗車人員（2019年度）”.   東日本旅客鉄道. 2020年7月10日閲覧。
22. ↑  “各駅の乗車人員（2020年度）”.   東日本旅客鉄道. 2021年7月19日閲覧。
23. ↑  “各駅の乗車人員（2021年度）”.   東日本旅客鉄道. 2022年8月3日閲覧。
24. ↑  “各駅の乗車人員（2022年度）”.   東日本旅客鉄道. 2023年7月9日閲覧。